# Arnimswalde (Niederer Fläming)
Arnimswalde war ein Wohnplatz von Bärwalde, einem Ortsteil der Gemeinde Niederer Fläming im Land Brandenburg.
Der Wohnplatz erschien erstmals bereits in seiner endgültigen Schreibweise im Jahr 1798. Es handelte sich zu dieser Zeit um ein Etablissement mit einer Ziegelei. Drei Jahre später wurde es als „Forsthaus in der Wiepersdorfschen kleinen Heide“ bezeichnet, weitere zwei Jahre später als „Lusthaus und Jägerwohnung“. Es gehörte zur Burg Bärwalde; seine Lage wurde als südwestlich vom Schloss Bärwalde beschrieben.
Im Jahr 1858 bestand der Wohnplatz aus einem Wohn- und einem Wirtschaftsgebäude mit zwei Einwohnern, während im Jahr 1895 lediglich noch von einem Wohnhaus berichtet wurde. In den Jahren 1871, 1885 lebten dort vier, im Jahr 1895 nur noch drei Personen. Im Jahr 1927 erschien es lediglich noch als „Haus“, in dem zwei Jahre zuvor nunmehr fünf Personen lebten. Die Eingemeindung erfolgte im Jahr 1928, allerdings erschien Arnimswalde noch 1931, 1950 und 1957 als Wohnplatz von Bärwalde.